# Чуріковці
Товариство духовних Християн-Тверезників Братця Іоанна Чурікова — релігійний рух, заснований самарським селянином Іваном Чуріковим (Братцем Іоанном Самарським). В основі вчення — ідея про духовне спасіння шляхом відмови від алкогольних напоїв і куріння.

## Історія
Засновник релігійного руху Іван Олексійович Чуріков народився в селі Александров Гай Новоузенського повіту Самарської губернії, був самарським селянином.
У 1894 році він читав свої проповіді про відмову від пияцтва в Кронштадті та Санкт-Петербурзі, звідки в 1897 році був висланий за антиправославний характер його бесід і виступи проти перепису населення. Проповідував у Самарській губернії, де мав численних прихильників, які стали основою «Товариства народних тверезників». Він проповідував відмову від пияцтва, об'єднання людей у громади, громадську взаємодопомогу. Основною аудиторією були міські низи, особливо алкоголіки.

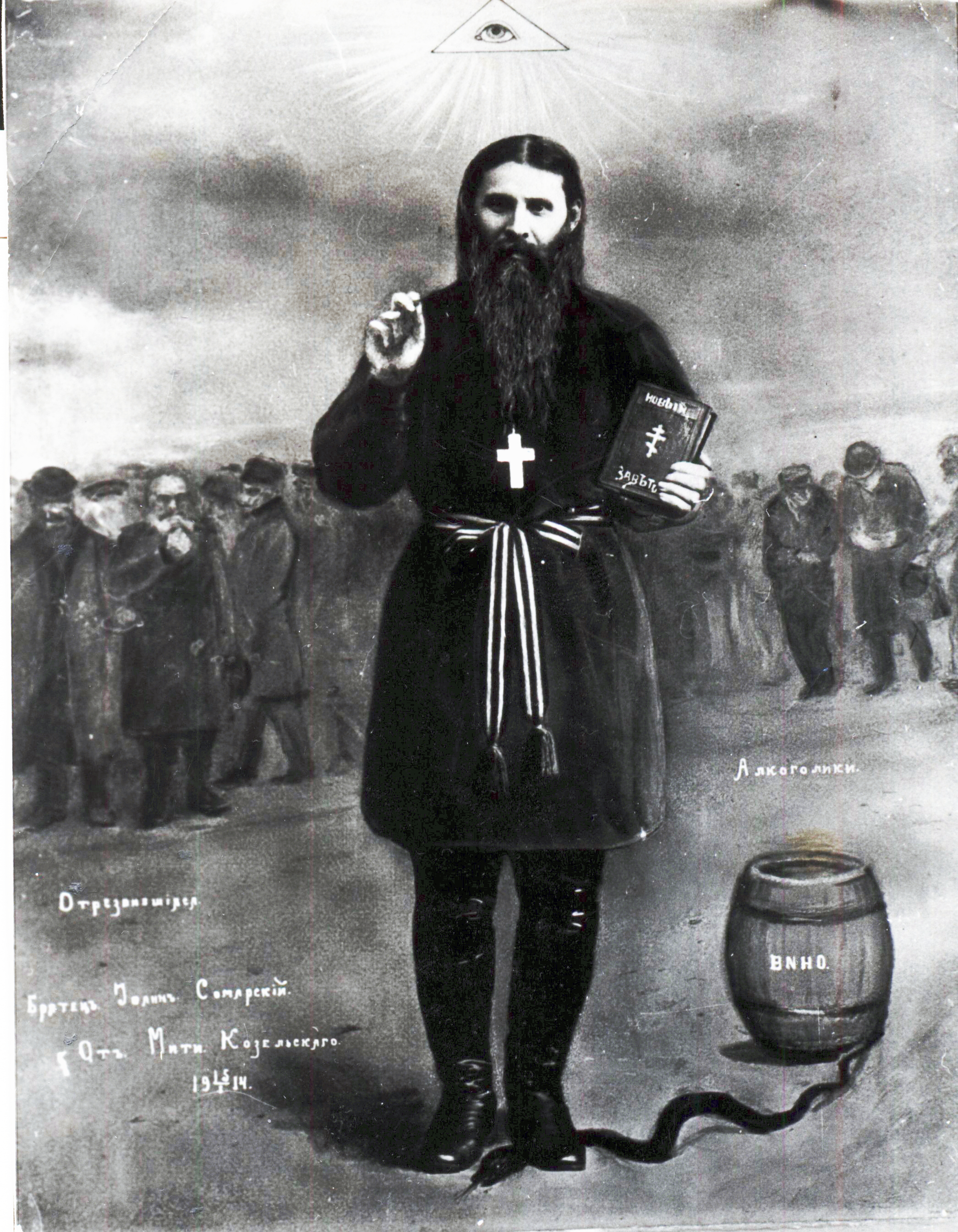
Іоанн Самарський на картині Миті Козельського. Картина подарована автором Івану Чурікову 15 січня 1914 року

Іоанн Самарський писав:
Я вів і тепер веду невпинну боротьбу з пияцтвом, з блудом, з матюком в народі та з іншими пороками. З Божою допомогою Мною утворено тепер багатотисячне Тверезе Братство, але ніяких статутів, писаних для нього, ніяких записів непитущих ми не ведемо, ніяких внесків від них не вимагаємо.

У нас правило: той хто вступає в наше Тверезе Братство повинен дати обітницю назавжди кинути пити горілку, і не лише на строк, а в знак цього, замість всяких членських квитків від Мене отримує шматочок цукру, — цим новоначальному Я кажу, що і його життя буде солодким, коли він кине пияцтво.
У 1900 році Чурікова ув'язнювали в тюрму суздальського Спасо-Евфим'єва монастиря за звинуваченням в сектантстві.
Після звільнення Чуріков пішов працювати доглядальником до притулку, де зайнявся проповідями серед його мешканців. Петербурзькі купці допомогли йому придбати будинок на Петровському острові, де по неділях влаштовувалися масові (до 2000 осіб) тверезницькі збори. Потім Чуріков організував будівництво двоповерхового особняка на Обухові в Санкт-Петербурзі, який був названий «Молитовний будинок братця Івана Чурікова». Лікарі відзначали ефект від діяльності Чурікова, доктор С. Трівус навіть відсилав своїх невиліковних пацієнтів-алкоголіків до Чурікова.
У 1905 році Чуріков купив наділ землі при розпродажі маєтку Ново-Петрівське поблизу Вириці для створення колонії непитущих. У 1908 році колонія була зареєстрована як «Товариство взаємної допомоги». Це було добре організоване товарне господарство з виробництва м'ясних і молочних продуктів, половина землі використовувалася для вирощування хліба. Колонією навіть був придбаний перший в Петербурзькій губернії трактор. У 1910 році чуріковці стали вегетаріанцями.
У жовтні 1912 року Чуріковим була відкрита школа, яка проіснувала рік, проте в 1913 році петербурзький градоначальник заборонив йому вести релігійні бесіди. Того ж року місіонерська рада оголосила Чурікову, що якщо терміном до 1 серпня він не покається в оманах, то буде позбавлений причастя. 27 квітня 1913 року відбулася застенографована бесіда єпископа Никодима з Чуріковим. У 1914 році був виданий указ Петроградської духовної консисторії про визнання Чурікова сектантом. У цей час він підтримував стосунки з юродивим Митею Козельським.
Після Лютневої революції 1917 року Тимчасовий уряд дозволив Чурікову продовжувати бесіди та проповіді в його будинку на Обухово. У 1918 році «Товариство непитущих» було перетворено в офіційно зареєстровану виконкомом Петроради сільськогосподарську «Трудову Комуну непитущих Братця Іоанна Чурікова».
У вересні 1923 року обновленські ієрархи О. І. Введенський та О. І. Боярський почали переговори з Чуріковим. У грудні 1923 року Чуріков і його прихильники приєдналися до обновленської «Живої Церкви». Однак незабаром Чуріков розчарувався в обновленстві та перервав контакти з представниками всіх церковних структур.
На обласній сільськогосподарській виставці 1924 року комуна чуріковців була нагороджена дипломом за свої досягнення. Коли в січні 1924 року помер В. І. Ленін, то в громаді чуріковців була перервана проповідь, і Іван Чуріков вшанував промовою пам'ять вождя, а потім всі дружно заспівали покійному «Вічну пам'ять».
У 1928 році будинок громади на Обухові був закритий та опечатаний міліцією, а землі та інвентар комуни були передані новоствореному радгоспу «Червоний семеновод». Чуріков і його послідовники були змушені знову переселитися в Вирицю. Проповіді Чурікова e Вириці тривали до квітня 1929 року, коли він був заарештований ОДПУ разом із багатьма його послідовниками.

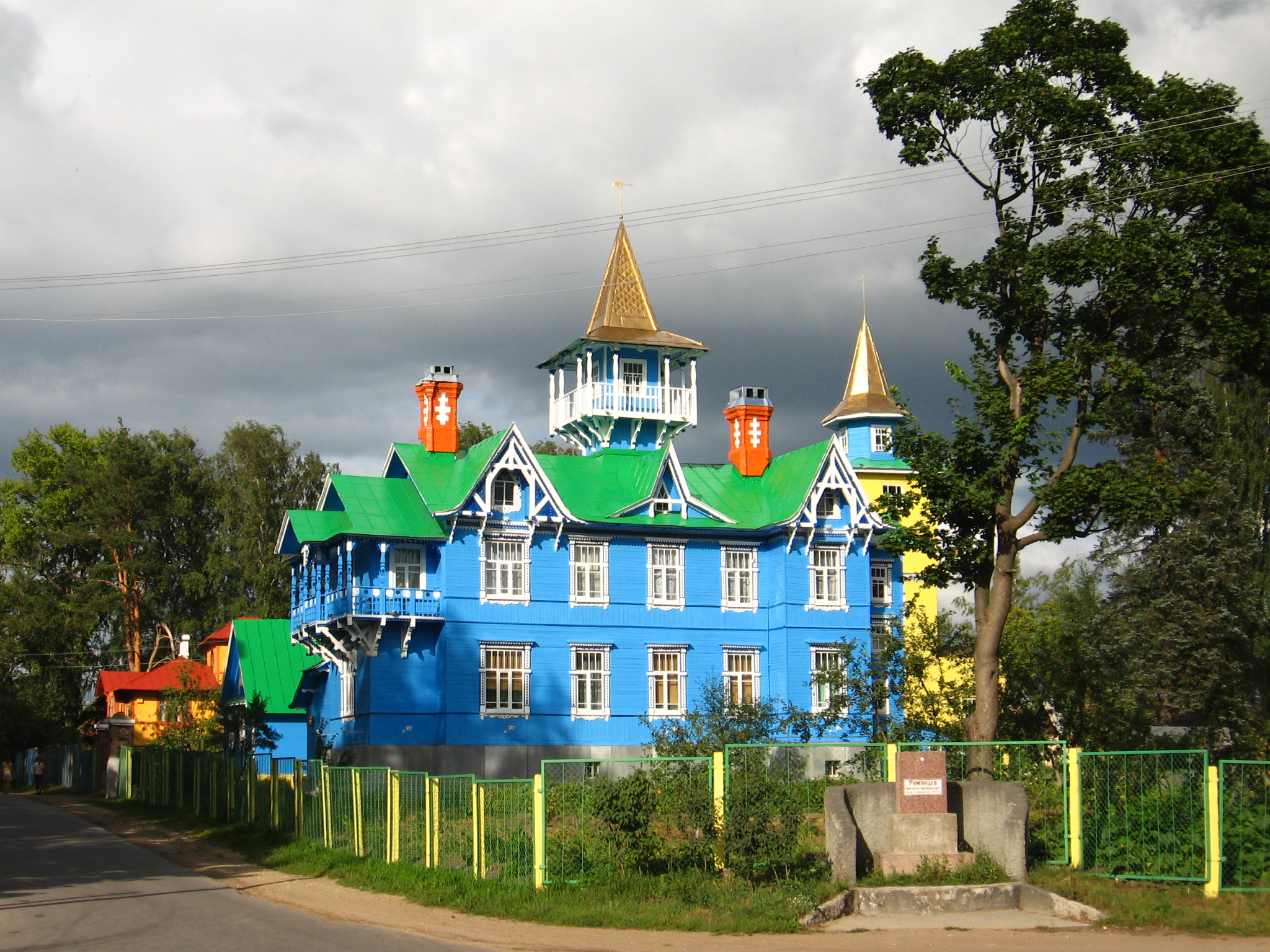
Будівля громади непитущих у Вириці

## Сьогодні
До середини 1980-х чуріковці збиралися таємно у своїх житлових будинках. Знову зареєстрована громада чуріковців була вже під час перебудови.
У 1991 році в громаді стався розкол стосовно питання про ставлення до особистості Чурікова, в результаті чого виникло два напрямки. Одні чуріковці бачать в особі Чурікова праведника та святого, але при цьому вважають, що учні, які визнали його «богом», перетворили громаду на секту. Інші ж чуріковці вірять в «божественне походження» Чурікова. «Православні» чуріковці належать до громади Богоявленського храму на Гутуєвскому острові Петербурга, а «радикальні» чуріковці збираються в «Будинку Тверезості» в Вириці.
Богослужіння чуріковців нагадує протестантське молитовне зібрання зі свідченнями про зцілення. Молитовні зібрання в «Будинку Тверезості» у Вириці відбуваються по неділях, о другій годині дня. Перед присутніми — «іконостас»: у центрі портрет Чурікова в повний зріст, праворуч і ліворуч від нього ікони Христа й Богоматері. Збори починаються із загального співу загальноприйнятих православних богослужбових співів, які потім перемежовуються специфічними піснями чуріковців. Далі йде проповідь наставника з цитатами із бесід Чурікова. На його неодноразові слова «Христос Воскрес!» (говоряться протягом усього року) присутні хором відповідають «Воістину Воскрес!». Потім починаються свідчення людей, що зцілилися від пияцтва або наркоманії, і знову відбувається проповідь. У кінці служби старець спалює перед зображенням Чурікова записки з проханнями про зцілення від пияцтва. Потім всі підходять до наставника, і він причащає народ цукром, а деяких помазує олією.
Чуріковці також займаються просвітницькою діяльністю, спрямованою на пропаганду тверезого способу життя через видання громадою газети та брошурами про Чурікова.